# Oleg Butković
Oleg Butković (Rijeka, 4. svibnja 1979.), je hrvatski političar, doktor pomorskog prometa te aktualni ministar mora, prometa i infrastrukture u službi od 19. listopada 2016. Potpredsjednik je Hrvatske demokratske zajednice.